# Општина Пошта Калнау (Бузау)
Пошта Калнау (рум. Poşta Câlnãu) општина је у Румунији у округу Бузау.
Oпштина се налази на надморској висини од 149 m.